# 신시대
《신시대(新時代)》는 일제강점기 말기에 발간된 월간 잡지이다. 잡지사는 신시대사(新時代社)이다.

## 개요
대중잡지를 표방하며 1941년 1월 1일에 창간호를 발행하였다. "시국하 반도민중에게 필요한 일체의 국민지식과 훈련과 사상의 보급, 전달을 꾀하려고 생긴 획기적인 종합잡지"라고 밝혀, 태평양 전쟁과 관련된 시국색이 뚜렷하였다.
창간호부터 〈찬! 애국반도의 총후적성〉이라는 게재란을 통해 전사자를 찬양하고 지원병 참전과 국방헌금 납부를 독려하여 이러한 성격을 드러냈다. 창간호의 연두사에서는 "아등은 사변을 완수하고 생산을 확충하고 군비를 확충함에 일층 전노력을 바쳐야" 한다고 주장했다. 통권 54호까지 발행하고 1945년 2월 1일에 종간되었다. 주로 전쟁과 근로동원에 적극 협력할 것을 권하는 기사가 대부분이었다.

## 간담회
신시대사는 잡지 발행 외에도 좌담회를 개최하는 등 전쟁 협력을 촉구하는 행사를 열었다. 1941년 6월에는 조선악극단의 '황군위문 좌담회'를 개최하였다. 오케레코드 사장 이철을 포함하여 인기 가수들이 대거 참석했다. 1942년 7월에는 '징병제 실시의 의의와 반도의 책무'에 대한 좌담회를 열었다. 이 좌담회에는 방태영, 박흥식, 주요한 등 실업인들과 교육자인 백남훈이 참석했다.

## 조직과 구성원
신시대사는 일본의 도쿄와 오사카시, 함흥부, 청진부, 대구부에 각각 지사를 설치하였다. 발행인은 다음과 같다.
- 초대 사장 겸 발행인 : 노익형
- 제2대 발행인 : 노성석

## 참고자료
- 친일인명사전편찬위원회 (2004년 12월 27일). 《일제협력단체사전 - 국내 중앙편》. 서울: 민족문제연구소. 541~542쪽쪽. ISBN 8995330724.